# ネクストスター北日本
ネクストスター北日本（ネクストスターきたにほん）は、ホッカイドウ競馬・岩手県競馬組合の2主催者の持ち回りで施行される地方競馬の重賞競走である。

## 概要
「全日本的なダート競走の体系整備」で、2023年から2024年にかけて、「兵庫チャンピオンシップ」（於・園田競馬場）を頂点とする2・3歳の短距離路線の整備が実施され、その中で2歳秋と3歳春に「ネクストスター」を冠する高額賞金の重賞級認定競走が設定された。
このネクストスター競走のうち、「ネクストスター北日本」は、3歳馬により春シーズンに「兵庫チャンピオンシップ」のトライアルとして地域毎に行われる4競走（他に東日本、中日本、西日本）の一つで、門別競馬場（主催・北海道）、盛岡競馬場・水沢競馬場（以上主催・岩手県競馬組合）の2主催者・3競馬場所属馬によって争われる競走である。なお、これら4競走は2024年の第1回より「3歳スプリントシリーズ」に組み込まれた。
第2回は「BOKJOB杯 ネクストスター北日本」の名称で行われ、格付けはM1となる。

### 条件・賞金（2025年）
出走条件
サラブレッド系3歳、北海道・岩手所属（地方デビュー馬）
- スプリングカップの3着以上の馬に優先出走権がある。

負担重量
56kg、牝馬2kg減
賞金
1着1200万円、2着420万円、3着240万円、4着156万円、5着84万円、着外手当は12万円。
副賞
牧場就業促進事務局賞、社台スタリオンステーション賞、日本地方競馬馬主振興協会会長賞、地方競馬全国協会理事長賞、奥州市長賞、開催執務委員長賞。
優先出走権付与
優勝馬に兵庫チャンピオンシップの優先出走権が付与される。

### スタリオンシリーズ
第1回からスタリオンシリーズに指定されている。各年の対象種牡馬は以下の通り。
- 2024年 - カラヴァッジオ[4]
- 2025年 - グレナディアガーズ[3]

## 歴代優勝馬
| 回数  | 施行日        | 競馬場 | 距離  | 優勝馬       | 性齢 | 所属   | タイム | 勝利騎手 | 管理調教師 | 馬主     |
| ----- | ------------- | ------ | ----- | ------------ | ---- | ------ | ------ | -------- | ---------- | -------- |
| 第1回 | 2024年4月18日 | 門別   | 1200m | ストリーム   | 牡3  | 北海道 | 1:13.9 | 岩橋勇二 | 田中淳司   | 三嶋昌春 |
| 第2回 | 2025年4月6日  | 水沢   | 1400m | バリウィール | 牡3  | 北海道 | 1:28.7 | 石川倭   | 小国博行   | 西森鶴   |